# Чарівний корабель
«Чарівний корабель» (англ. Ship of Magic) - роман американської письменниці Маргарет Ліндгольм, написаний під псевдонімом Робін Гобб, перший у її серії «Торговці Живих кораблів» (англ. The Liveship Traders). Написаний у формі розповіді від третьої особи. Роман був опублікований 1998 року у видавництві HarperVoyager.  Дія відбувається у всесвіті Елдерлінгів. Історії персонажів продовжуються у наступних романах трилогії «Божевільний Корабель» (англ. The Mad Ship) та «Корабель Долі» (англ.Ship of Destiny). Окремі персонажі трилогії виступають другорядними персонажами в серіях «Хроніки Дощових Нетрів» (англ.The Rain Wilds Chronicles) та «Трилогія про Фітца і Блазня» (англ. The Fitz and the Fool Trilogy). Події серій «Трилогія про Провісників»  (англ. The Farseer Trilogy) та "Трилогія про Світлу людину" (англ. The Tawny Man Trilogy) відбуваються в тому самому світі.     

## Сюжет
Живий корабель - це корабель, виготовлений з особливого матеріалу Чардерева, містичної речовини, що надає йому магічних властивостей. Після того, як три покоління власників корабля помирають на борту, корабель прокидається і стає живою істотою з усіма спогадами тих, хто жив та помер на борту корабля.  Ще однією особливістю Живих кораблів є здатність перетнути небезпечну Дощову річку, яка нищить звичайне дерево. Це дає власникам кораблів унікальну можливість торгувати з Дощовими Нетрями, котрі мають цінні товари, видобуті з руїн Стародавнього міста Старійшин. 
Сім'я Вестрітів живе у містечку Бінгтауні, яке межує з морем, Джамелією, Калсидою та Дощовими нетрями. Багато століть тому сатрап Джамелії надав особливий статус Бінгтауну та сім'ям торговців, які першими заселили його; однак нинішній лідер Джамелії почав ігнорувати обіцянки своїх попередників, чим викликав невдоволення серед громадян Бінгтауна. До того ж,  по всьому світу поширюються вплив та звичаї Калсиди, включаючи торгівлю рабами.  
Бабуся капітана Вестріта наказала збудувати Живий корабель Вівацію багато років тому, а родина Вестрітів досі перебуває в боргу перед сім’єю з Дощових нетрів, у якої вони придбали Чардерево на будівництво корабля. 
Історія починається, коли Ефрон Вестріт помирає на Вівації, ставши третім  капітаном, який віддав життя кораблю. Вівація оживає. Молодша дочка Ефрона Алтея, яка останні кілька років плавала з батьком, припускала, що корабель відійде їй. Проте перед смертю Ефрон заповів корабель своїй старшій дочці Кефрії, яка, в свою чергу, передала право власності своєму чоловіку Кайлу, мешканцю Калсиди. Кайл вважає, що він може збагатитися, зайнявшись торгівлею рабами. Алтея виступає категорично проти його ідеї, тому Кайл забороняє Алтеї плавати на Вівації, поки вона не доведе, що може бути матросом, показавши йому корабельний квиток (видається всім членам екіпажу після закінчення плавання).  Оскільки Живий корабель не може плавати без кровного родича на борту, Кайл, який не є Вестрітом по крові,  забирає свого сина Вінтроу зі школи, де той вчився на жреця і змушує його служити на борту корабля. Незважаючи на гіркоту від того, що його відірвали від священства і небажання ставати матросом, у Вінтроу зростає зв’язок із Вівацією, який він не може ігнорувати. 
У той же час, амбітний пірат Кенніт бажає стати більш ніж піратом: він бажає об'єднати всі піратські міста і правити ними як король. Кенніт переслідує кораблі, що перевозять рабів. Після захоплення корабля, він винищує всю команду, а корабель віддає колишнім рабам.  Кенніт розуміє, що якщо він звільнить рабів, він здобуде вірність їх родини та друзів, а також вірних послідовників. Звільнені раби мали за честь плавати на захоплених суднах як піратський флот під командуванням Кенніта. Однак за флагмана Кенніт бажає мати Живий корабель. Його метою стала Вівація, яка під керівництвом Кайла перевозила рабів. Кенніту вдається захопити Вівацію під час бунту рабів та стати її капітаном. 
Щоб отримати корабельний квиток, якого вимагає Кайл, Алтея влаштовується на борт корабля, маскуючись під хлопця. Вона виявляє, що Брешен Трелл, колишній боцман Вівації, звільнений Кайлом, та опальний молодший син іншої видатної родини Бінгтаун, також служить на кораблі. На жаль, Алтеї відмовляють у квитку, коли капітан виявить її справжнє ім'я. Алтея та Брешен проводять ніч разом після чого розлучаються. Алтея приєднується до команди Живого корабля Офелія, що належить родині Теніри і повертається назад до Бінгтауна.

## Головні персонажі

### Сім'я Вестріт
- Ефрон Вестріт (англ. Ephron Vestrit) — капітан Живого корабля Вівація. Помирає на початку книги на борту власного корабля.

- Роніка Вестріт (англ. Ronica Vestrit) — дружина Ефрона. Належить до сім'ї торговців. Керує господарством поки чоловік знаходиться в морі. Мати двох доньок Алтеї Та Кефрії.
- Алтея Вестріт (англ. Althea Vestrit) — молодша донька Ефрона та Роніки. З дитинства захоплювалась мореплаванням та корабельним ділом. Плавала на Вівації разом з татом і сподівалась стати наступним капітаном. Навіть після вигнання Кайлом з борту корабля, не облишила надії повернути Вівацію.
- Кефрія Вестріт (англ. Keffria Vestrit) — старша донька Ефрона та Роніки. Мати трьох дітей — Вінтроу, Мальти і Сельдена. Має спокійний характер, намагається не суперечити чоловікові Кайлу, якого вважає ідеалом. С сестрою Алтеєю має напружені стосунки.
- Кайл Хевен (англ. Kyle Heaven) — чоловік Кефрії. За походженням калсидієць, чим пояснюється відмінність його поглядів від інших членів сім'ї (наприклад, работоргівля для нього — звичайний промисел, в той час як мешканці Бінгтауну не терплять цього). Не має звання торговця. Властний, місцями деспотичний чоловік та батько. Намагається зробити зі старшого сина моряка, при цьому не цурається жодних методів, в той час, потурає всім забаганкам Мальти. Зневажає Алтею, оскільки вважає її поведінку недопустимою для жінки. Не розуміє різниці між Живим кораблем та звичайним, через що жорстоко обходиться з Вівацією (перетворює її в рабське судно, попри те, що Вівація гостро відчуває емоції всіх на своєму борту).
- Вінтроу (англ. Wintrow) — старший син Кефрії та Кайла, в дитинстві був відданий матір'ю в жерці Са. Після смерті Ефрона забраний батьком на корабель Вівацію, оскільки на Живому кораблі обов'язково має бути кровний член сім'ї.
- Мальта (англ. Malta) — донька Кефрії та Кайла. Всіма способами бореться за право вважатись дорослою жінкою, провокуючи цим постійні конфлікти з мамою та бабусею.
- Сельден (англ. Selden) — молодший син Кефрії та Кайла.
- Вівація (англ. Vivacia) — живий корабель сім'ї Вестрітів.

### Сім'я Трелл
- Келф Трелл  — голова сім'ї.
- Брешен Трелл (англ. Brashen) — старший син. Через розгульний спосіб життя був вигнаний з дому в юності та позбавлений звання торговця . Служив на різних кораблях допоки Ефрон Вестріт взяв його на Вівацію. Досяг положення старпома, але покинув корабель після конфлікта з новим капітаном Кайлом.
- Сервін Трелл  — молодший син, спадкоємець.
- Дейла Трелл — молодша донька, найкраща подруга Мальти Вестріт.

### Сім'я Теніра
- Офелія (англ. Othelia) — живий корабель сім'ї Теніра. Має веселий та легкий характер, однак насправді сентиментальна та вразлива.
- Томі Теніра — власник і капітан живого корабля Офелія.
- Грейг Теніра — син Томі Теніри.

### Морські змії
Морські змії — розумні істоти, що живуть в Південних морях. Живуть невеликими скупченнями — клубками. Спілкуються обмінюючись думками та образами. Змії володіють не лише індивідуальною, а й спадковою пам'яттю.
- Моолкін — золотий змій, лідер клубка. Він пророк і пам'ятає багато того, що вже давно забуте рештою. Намагається привести свій клубок до "Тої, хто пам'ятає", щоб нагадати іншим про істинне призначення.

- Шрівер — змія з клубка Моолкіна.

- Сессурія — найбільший змій в клубку Молкіна.

### Пірати
- Кенніт (англ. Kennit) — амбіційний капітан «Маріетти». Для свого екіпажу та для більшості жителів Піратських Островів є прикладом ідеального чоловіка. Насправді, егоїст для якого всі оточуючі лише засіб досягнення мети. Володіє глибокими знаннями економіки та стратегічним мисленням. Прагне об'єднати незалежні піратські землі в одне королівство і стати першим в історії королем Піратських Островів.
- Соркор — старпом «Маріетти», «права рука» капітана Кеніита.
- Етта — повія з дому задоволень Бреттель. Закохана в Кенніта. Після невдалого замаху на своє життя, в якому була використана як приманка для Кенніта, лишає бордель та стає членом екіпажу «Маріетти». Завдяки жорсткому характеру, швидко завойовує довіру екіпажу.

### Торговці Дощових Нетрів
Торговці Дощових Нетрів далекі родичі торговців Бінгтауну. Невідома магія Нетрів змінює їх зовнішність, тому поза межами дому з'являються виключно з закритими обличчями. Переважно є заможними людьми, завдяки знайденим в руїнах древнього міста Старійшин під Дощовими Нетрями унікальним магічним сувенірам. Єдині виробники Живих Кораблів, плата за які зазвичай тягнеться з покоління в покоління. Якщо покупець не в змозі вчасно оплатити борг, мають право забрати до себе одного з членів сім'ї, найчастіше молодих дівчат.
- Рейн Хурпус — юнак, що залицяється до Мальти Вестріт.

### Інші персонажі
- Янтар (англ. Amber) — загадкова різниця по дереву, що прибула до Бінгтауна, за чутками, з Шести Герцогств. Виділяється незвичайною зовнішністю (жовтуватий колір шкіри та очей). Має здібності до передбачення.
- Давад Рестар —  торговець Бінгтауну, лояльний до Калсиди та рабства. Друг сім'ї Вестрітів.
- Касго — сатрап Джамелії.
- Серілла — Серцева Подруга сатрапа, спеціаліст по Бінгтауну  Серцева Подруга — особливо наближений до правителя радник, але Касго використовує їх для задоволення фізичних потреб і не намагається прислухатись до порад, що не влаштовує Серіллу.
- Досконалий (англ. Paragon) — живий корабель сім'ї Ладлак. Вважається причетним до загибелі чоловіків з сім'ї Ладлак, оскільки всі його плавання закінчувались поверненням без екіпажу. З останнього плавання повернувся з повністю порізаним обличчям носової фігури та осліпленим. Після цього був покинутий на березі і вважається проклятим.

## Реакція
"Чарівний корабель"  отримав переважно позитивні відгуки. Рецензенти оцінили складність персонажів роману та сюжетних ліній.   Уейн Маклаун для SF Site відзначив, що книга "весь час плете складну мережу з мечами, інтригами, сімейними конфліктами та особистою боротьбою, викидаючи смачні натяки на більш темні таємниці та невідому магію". 
Kirkus Reviews в огляді книги, вказав: "Багато перспективних ідей та матеріалів, але вони надто наповнені зовсім непереконливими сюжетними лініями". 